# 宮崎市立生目台西小学校
宮崎市立生目台西小学校（みやざきしりつ いきめだいにししょうがっこう）は、かつて宮崎県宮崎市生目台西二丁目にあった公立の小学校。
2025年（令和7年）3月末をもって閉校し、宮崎市立生目台東小学校に統合された。

## 概要
歴史
1994年（平成6年）に宮崎市立生目台東小学校から分離する形で創立。2024年（令和6年）には創立30周年を迎えたが、2025年（令和7年）3月末に閉校し、31年の歴史に幕を閉じた。
校章
開校当初の職員一同によるデザイン。中央に校名の一部である「台西」の文字（縦書き）を配していた。
校歌
開校年の1994年（平成6年）に制定。作詞・作曲ともに開校当初の職員一同による。歌詞は3番まであり、各番の歌詞中に校名の「生目台西小」が登場する。
学校の木
学校の木はキンモクセイ。開校年の1994年（平成6年）に制定。
通学区域
- 宮崎市のうち「生目台西一～五丁目」であった。
- 中学校区は宮崎市立生目台中学校であった[1]。

## 沿革
- 1994年（平成6年）
  - 4月1日 - 宮崎市立生目台東小学校から分離する形で、「宮崎市立生目台西小学校」が開校。児童数500。
  - 4月27日 - 学校の木を「キンモクセイ」と制定。
  - 5月 - 校章を制定。スクールカラーを「ペパーミントブルー」に指定。 PTAが発足。
  - 6月3日 - 校歌を制定。
  - 6月28日 - 開校記念式典を挙行し、6月28日を創立記念日と制定。
- 1997年（平成9年）度 - 児童数が最大の753を記録。
- 2003年（平成15年）11月 - 誕生（創立）10年を祝う会を開催。タイムカプセルを埋設。
- 2013年（平成25年）12月8日 - 創立20周年記念式典を挙行。
- 2025年（令和7年）
  - 2月16日 - 閉校記念式典を挙行。
  - 3月31日 - 宮崎市立生目台東小学校への統合により閉校[2]。最終年度の児童数は154。

## 交通アクセス
最寄りの鉄道駅
- JR九州 日豊本線 「南宮崎駅」

最寄りのバス停留所
- 宮崎交通バス（宮交バス）「生目台西四丁目」バス停下車

最寄りの幹線道路
- 宮崎県道9号宮崎西環状線

## 周辺
- 認定こども園 宮崎西幼稚園
- 桜公園（生目台公園）
- 宮崎生目台郵便局
- 宮崎銀行生目台出張所
- 宮崎市立生目台東小学校
- 宮崎市立生目台中学校